# Watsonville (Kalifornija)
Watsonville je grad u američkoj saveznoj državi Kalifornija. Prema popisu stanovništva iz 2010. u njemu je živjelo 51.199 stanovnika.